# Расин (Франция)
Раси́н (фр. Racines) — коммуна во Франции, находится в регионе Шампань — Арденны. Департамент — Об. Входит в состав кантона Эрви-ле-Шатель. Округ коммуны — Труа.
Код INSEE коммуны — 10312.
Коммуна расположена приблизительно в 145 км к юго-востоку от Парижа, в 110 км южнее Шалон-ан-Шампани, в 33 км к юго-западу от Труа.

## Население
Население коммуны на 2008 год составляло 191 человек.
| 1962 | 1968 | 1975 | 1982 | 1990 | 1999 | 2008 |
| ---- | ---- | ---- | ---- | ---- | ---- | ---- |
| 184  | 187  | 201  | 178  | 149  | 179  | 191  |

## Экономика

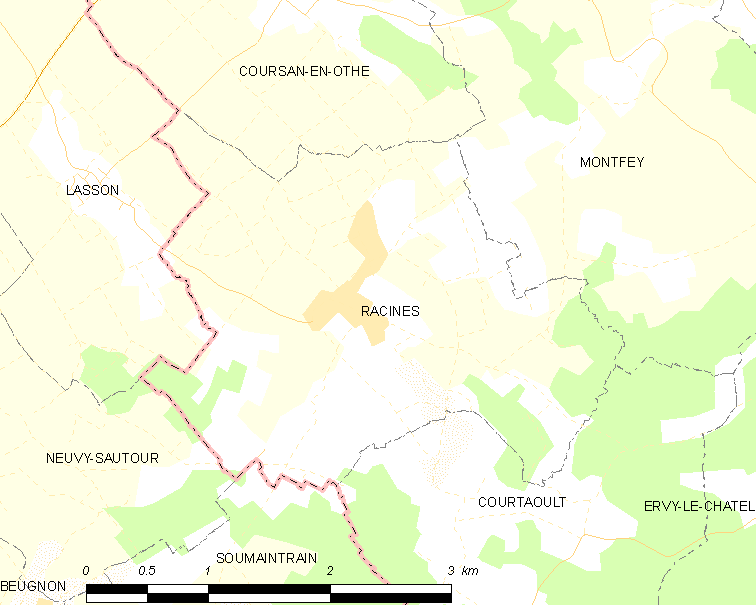
Карта коммуны

В 2007 году среди 118 человек в трудоспособном возрасте (15—64 лет) 97 были экономически активными, 21 — неактивными (показатель активности — 82,2 %, в 1999 году было 71,8 %). Из 97 активных работали 87 человек (46 мужчин и 41 женщина), безработных было 10 (6 мужчин и 4 женщины). Среди 21 неактивных 7 человек были учениками или студентами, 7 — пенсионерами, 7 были неактивными по другим причинам.

## Достопримечательности
- Церковь XII века. Памятник истории с 1976 года[3]